# Tom Dwan
Thomas Dwan, conosciuto come Tom "Durrrr" Dwan (Edison, 30 luglio 1986), è un giocatore di poker statunitense.
Considerato uno dei più talentuosi giocatori attuali, è specializzato nel cash game. La sua grande popolarità è legata proprio ai suoi successi in questa specialità; tuttavia nei tornei live vanta 10 piazzamenti a premi alle WSOP e 2 al World Poker Tour.
Ha fatto molte apparizioni nel format televisivo Poker After Dark, soprattutto negli eventi di cash game.
Dwan detiene il record per il più grande piatto vinto in una partita cash game registrata dal vivo, ossia 3,1 milioni, che si è verificato, contro Wesley Fei, durante Hustler Casino Live's Million Dollar Game. Questo record ha battuto il record precedente di oltre 1,1 dollari sempre vinto da Tom Dwan nella quarta stagione di Million Dollar Cash Game. 

## Biografia
Dwan nel marzo 2004 effettua la prima registrazione ad una poker room online (Paradise Poker), per poi essere ingaggiato a notorietà raggiunta da Full Tilt Poker.
Al settembre 2011 le sue vincite in tornei live superano i $2.100.000.